# Década de 500 a.C.
Os 500 anos antes de Cristo decorreram entre os anos 509 a.C. e 500 a.C.

## Eventos e tendências
- 509 a.C. - Derrubada da monarquia romana e início do período republicano. Primeiro par de cônsules eleitos. A conspiração tarquiniana se formou, mas foi descoberta e os conspiradores executados. Forças de Veii e Tarquinii, lideradas pelo rei deposto Lúcio Tarquinius Superbus derrotado na Batalha de Silva Arsia pelo exército romano. O cônsul Publius Valerius Publicola comemora o primeiro triunfo republicano em 1 de março.
- 13 de setembro de 509 a.C - O Templo de Júpiter Optimus Maximus no Monte Capitolino de Roma é dedicado nos idos de setembro.
- 508 a.C. - Guerra entre Roma e Clusium
- 508 a.C— Guerra entre Clusium e Aricia
- 508 a.C - Escritório do Pontifex Maximus criado em Roma.
- 508 a.C - Clístenes reorganiza Atenas. Ele cria o deme, uma unidade local para servir de base ao seu sistema político. A cidadania está intimamente ligada ao deme, pois cada deme mantém o rol dos que estão dentro de sua jurisdição, que são admitidos à cidadania. Ele agrupa todos os demes em dez tribos, que formam o elo entre os demes e o governo central. O governo central inclui uma assembleia de todos os cidadãos e um novo conselho de quinhentos membros. Esta é uma das primeiras formas de democracia.
- 507 a.C. - Clístenes, reformador grego, assume o poder e aumenta a democracia.
- 506 a.C. - Batalha de Boju: durante o período de primavera e outono da China Antiga, as forças do Estado de Wu sob o comandante e estrategista Sun Tzu derrotam as forças de Chu, destruindo a capital Chu de Ying e forçando o rei Zhao de Chu a fugir.
- 505 a.C. - 504 a.C. - Guerra entre Roma e os Sabinos.
- 503 a.C. - 502 a.C. - As cidades latinas de Pometia e Cora, com a ajuda dos Aurunis, revoltam-se sem sucesso contra Roma.
- 4 de dezembro de 502 a.C - O eclipse solar escurece o Egito (calculado por astrônomos modernos; nenhum registro histórico claro de observação existe)
- 502 a.C. - Naxos se rebelou contra a dominação persa, desencadeando a revolta jônica.
- 501 a.C. - Naxos é atacado pelo Império Persa.
- 501 a.C - Em resposta às ameaças dos sabinos, Roma cria o cargo de ditador.
- 501 a.C - Confúcio é nomeado governador de Chung-tu.
- 501 a.C - Gadir (atual Cádis) é tomada por Cartago. (data aproximada)
- 500 a.C - Pessoas que falam a lingua Bantu migram para sul de Uganda a partir do oeste. (data aproximada)
- 500 a.C - Refugiados de Teos reassentam Abdera.
- 500 a.C - Dario I da Pérsia proclama que o aramaico é a língua oficial da metade ocidental de seu império.
- 500 a.C - Significa o fim da civilização da Idade do Bronze Nórdica no sistema de periodização Oscar Montelius e começa a Idade do Ferro Pré-Romana.
- 500 a.C. - Fundação da primeira república em Vaixali, Biar, Índia.
- c. 500 a.C. - She-Wolf, com adições do final do século XV ou início do século XVI (gêmeos), é feita. Atualmente é mantido no Museu Capitolino de Roma.
- 500 a.C. - A população mundial chega a 100 milhões[1] —a população é de 85 milhões no hemisfério oriental e 15 milhões no hemisfério ocidental, principalmente na Mesoamérica (México, América Central, Colômbia, Peru, Venezuela).
- c. 500 a.C. - Vulca faz Apolo de Veii, do Templo de Portonaccio. Atualmente é mantido no Museo Nazionale di Villa Giulia, em Roma.
- c. 500 a.C. - O período Yayoi começa no Japão antigo.
- c. 500 a.C. - Foi produzida a escrita zapoteca mais velha ate hoje conhecida.
- 500 a.C. - Os zapotecas fundam Monte Albán, a cidade sagrada, e continuam construindo pirâmides. Construído no final do período Formativo Médio por volta de 500 a.C., pelo Formativo Terminal (ca.100 a.C.-200 d.C.), o Monte Albán havia se tornado a capital de uma política expansionista de grande escala que dominava grande parte do planalto de Oaxaca e interagia outros estados regionais mesoamericanos como Teotihuacan ao norte (Paddock 1983; Marcus 1983).
- A tribo Gutaii começou por volta dessa época, na África Central e Meridional.